# Copris carmelita
Copris carmelita là một loài bọ cánh cứng trong họ Bọ hung (Scarabaeidae).